# Cantó de Les Abymes-2
El cantó de Les Abymes-2 és una divisió administrativa francesa situat al departament de Guadalupe a la regió de Guadalupe.

## Composició
El cantó comprèn part de la comuna de Les Abymes.

## Administració
| Període                                  | Identitat   | Partit | Qualitat |
| ---------------------------------------- | ----------- | ------ | -------- |
| 2001-                                    | Paul Naprix | FGPS   |          |
| Les dades anteriors no són pas conegudes |             |        |          |